# Велик дука
Велик дука (на латински: Megas Doux; на гръцки: μέγας δούξ) е една от най-високите служби в йерархията на Византийската империя. Понякога тази служба се е наричала също Megaduke или Megadux. Гръцката дума δούξ произлиза от латинската дума dux, която означава „Военачалник“. Въпреки че днес означава „херцог“, във Византийската империя тя е запазила своето първоначално значение.
Службата е създадена малко след 1085 г. от византийския император Алексий I Комнин, тогава като „дука на флотата“ (на гръцки: δούξ τοῦ στόλου) при реформацията на византийския флот. Около 1092 г. Алексий дава тази служба на своя зет Йоан Дука и допълва титлата с думата „велик“.
След изчезването на империята тази титла става почетна.
Последният и най-известен „Велик дука“ е Лука Нотарас, който остава на служба до падането на Константинопол през 1453 г.